# Qadisiyya (Iraq)
Al-Qadissiyya (àrab: القادسية, al-Qādisiyya) fou una antiga ciutat de l'Iraq al sud-oest d'al-Hira i al sud-sud-oest del lloc on després es va fundar Kufa. Fou teatre de la decisiva batalla d'al-Qadissiyya del 636 (data discutida) en què els musulmans van derrotar els perses de Isdigerdes III.
La seva situació exacta fou desconeguda fins al 1912; les ruïnes d'al-Ukhaydir, a uns 40 km al sud-sud-oest de Kufa, foren la millor candidata però va ser descartada després de diversos estudis (les ruïnes són posteriors a la batalla). A. Musil la va identificar el 1912 en el seu viatge d'exploració; el lloc era anomenat Dar al-Kazi i al-Zadsiyye, a uns 30 km de Kufa; és probablement el mateix lloc que fou anomenat com a Kaïdes per Beauchamp el 1790, tot i que sense identificar-la com a lloc de la batalla.